# عبدالله ممبینی
عبدالله ممبینی یکی از بازیکنان فوتبال ایران است. این بازیکن در طول در دوران حضورش، در تیم‌های مختلفی من‌جمله استقلال اهواز مشارکت داشته‌است.